# Aracaju
Aracaju là một thành phố Brasil. Thành phố này thuộc bang Sergipe. Dân số theo điều tra năm 2010 của Viện Địa lý và Thống kê Brasil là 544.039 người. Đây là thành phố đông dân thứ 35 của Brasil.